# Phaea elegantula
Phaea elegantula es una especie de escarabajo longicornio del género Phaea, tribu Tetraopini, subfamilia Lamiinae. Fue descrita científicamente por Melzer en 1933.

## Descripción
Mide 6,5-10 milímetros de longitud.

## Distribución
Se distribuye por Costa Rica.